# Neopheosia
Neopheosia is een geslacht van vlinders van de familie tandvlinders (Notodontidae).

## Soorten
- N. albiplaga Gaede, 1930
- N. fasciata Moore, 1888
- N. separata Pagenstecher, 1900